# Jacques Briard
Jacques Briard (7 de noviembre de 1933, Saint-Malo - 14 de junio de 2002, Chantepie (Ille y Vilaine) fue un prehistoriador y arqueólogo francés, alumno de Pierre-Roland Giot, el creador de la arqueología armoricana moderna.
Después de estudios universitarios en ciencias naturales en la Universidad de Rennes, donde fue amigo y binomio de Yves Coppens, Jacques entró al Centro Nacional de Investigación Científica en 1955 como arqueólogo, y luego director de investigación. Las numerosas obras de excavaciones en las cuales participó y dirigió, en Bretaña y en el exterior, lo hicieron uno de los grandes especialistas de la Edad del Bronce en Europa, conocido por numerosas publicaciones científicas e igualmente por su obra de vulgarización. Muy atado a la cultura bretona, ha colaborado sobre todo en las publicaciones de Ar Falz/Skol Vreizh (la Faux/Escuela bretona).
Se le debe en particular el descubrimiento de la tumba principesca del tumulus de Kernonen (Plouvorn, Finisterre) de una riqueza excepcional.
Fue condecorado por la orden del Hermine en 1995. Falleció en 2002.

## Algunas publicaciones
- 1991. La protohistoire de Bretagne et d'Armorique. Les Universels Gisserot 3. Publicó Editions Jean-paul Gisserot, 112 p. ISBN 2877470768, ISBN 9782877470766

- 1991. The Megaliths of Brittany. Publicó Éditions Jean-Paul Gisserot, 64 p. ISBN 2877470636, ISBN 9782877470636

- 1960. Brittany. Ancient peoples and places 13. Books that matter. Con Pierre-Roland Giot, Jean L'Helgouach. Publicó F.A. Praeger, 272 p.

- La mujer sin brazo Jacques Briard  (Roman, Gunten Eds)

- La prehistoria en Brocéliande Jacques Briard  (Guía, J.p. Gisserot)

- Carnac, lands of megaliths Guía, J.p. Gisserot. 32 p. ISBN 2877475131, ISBN 9782877475136

- La Prehistoria de la Bretaña vista del cielo Jacques Briard & M. Gauthier (Estudio, En Francia, J.p. Gisserot)

- Los círculos de piedras préhistoriques en Europa Jacques Briard (Estudio, Hesperides, Errance)

- La edad del bronce en Europa 2000-800 av. J.-C. Jacques Briard (Estudio, Hesperides, Errance)

- La Edad del Bronce en Europa, economía y sociedad 2000-800 antes J.C. Jacques Briard (Estudio, Hesperides, Errance)

- Prehistoria de Europa de los orígenes a la edad del hierro Jacques Briard (Estudio, Bolsillo Historia J.p. Gisserot)

- Los mégalithes  Jacques Briard (Estudio, bolsillo, J.p. Gisserot)

- La prehistoria de Europa Jacques Briard  (Estudio, Bien Connaitre, J.p. Gisserot)

- Mégalithes de Santo-Just Jacques Briard (Estudio, bolsillo, J.p. Gisserot)

- Las Representaciones humanas del Néolithique a la edad del hierro Jacques Briard & Alain Duval (Actos, Comité De los Trabajos Históricos Y Científicos, 01/1993)

- La Protohistoire de Bretaña y de Armorique  Jacques Briard (Estudio, Universales Gisserot, J.p. Gisserot)

- Néolithique de Francia, Alfarería y civilizaciones T1 Jacques Briard (Estudio, Hesperides, Errance)

- Chalcolithique y Edad del Bronce en Francia, Alfarería y civilizaciones T2 Jacques Briard (Estudio, Hesperides, Errance)

- Dolmens y menhirs de Bretaña Jacques Briard (Estudio, J.p. Gisserot)

- Los Tumulus de Armorique, El Age del bronce en Francia T3 Jacques Briard & Yvan Onnée (Estudio, Picard)

- Los mégalithes del Europa atlántico, arquitectura y arte funerario (5000-2000 antes J.-C.) Jacques Briard (Estudio, Hesperides,

Errance)
- Los mégalithes del departamento de Ille y Vilaine Jacques Briard, Loïc Langouët, Yvan Onnee (Estudio, Instituto Cultural De Bretaña)

- Barnenez Jacques Briard (Estudio, J.p. Gisserot)

- Protohistoire de Bretaña Jacques Briard, Pierre-Roland Giot & Louis Papa (Estudio, Oeste Francia)

- Mitos y símbolos de Europa préceltique, las religiones de la Edad del Bronce (2500-800 av. J.-C.) Jacques Briard (Estudio, Hesperides, Errance)

- Mégalithes de Bretaña Jacques Briard & Nicolas Fedievsky (Estudio, Oeste Francia)